# 길앞잡이아과

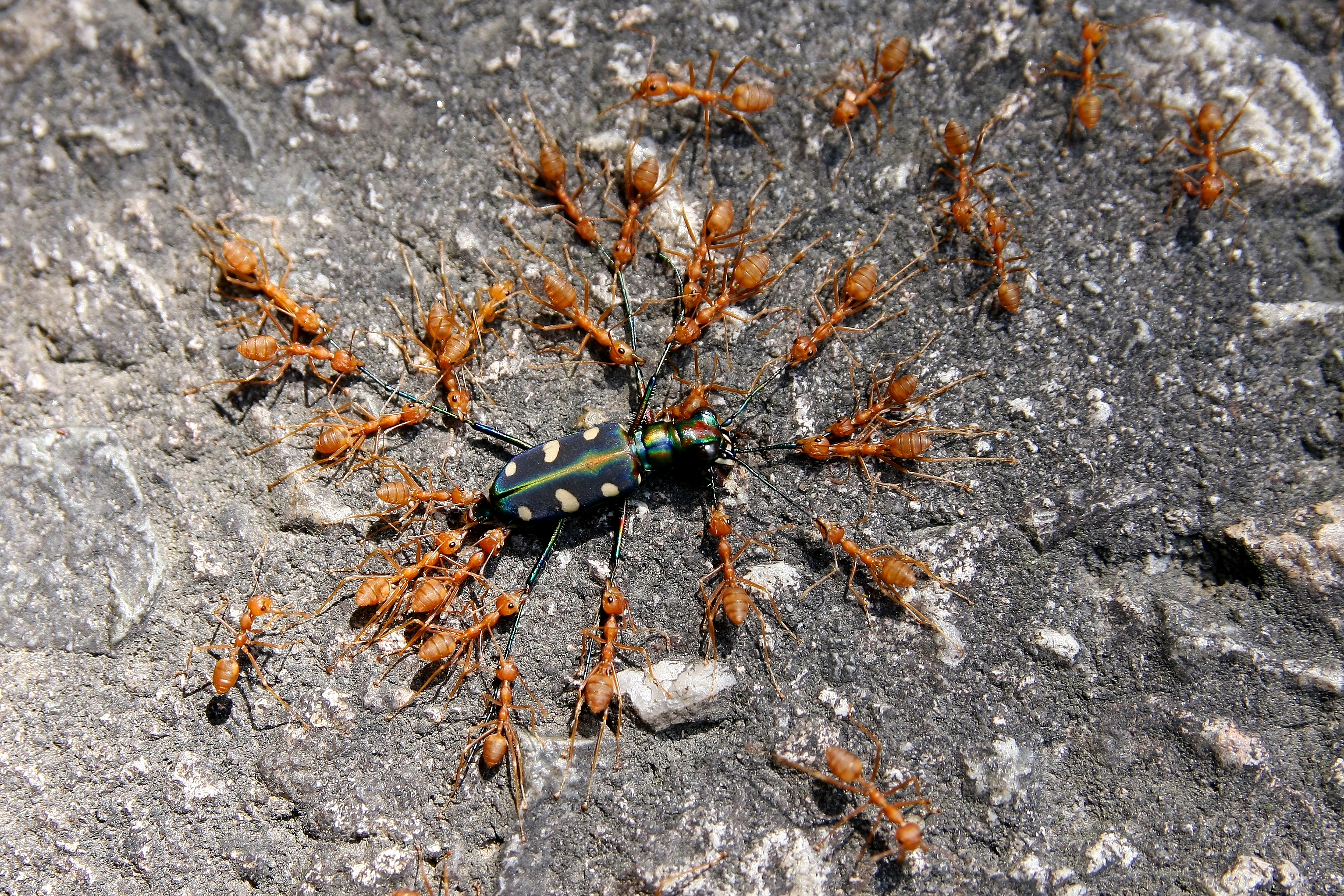
개미와 싸우는 길앞잡이.

길앞잡이아과(Cicindelinae)는 딱정벌레과의 아과로 길앞잡이 등의 육식 곤충을 포함한다. 커다란 턱과 툭 튀어나온 눈이 특징적이다. 영어권에서는 탐욕스러운 식성 때문에 "Tiger beetle"라고 부른다. 북한에서는 길당나귀라고 부른다.
유충과 성충 모두 육식성으로, 유충은 땅속의 굴에서 먹이를 기다렸다가 개미 등의 작은 곤충이 다가오면 잡아먹는다. 성충은 곤충을 날카로운 턱과 소화액으로 잡아먹는다. 먹이는 주로 나비와 나방의 유충이고, 천적으로는 개미와 진드기 등이 있다.
‘길앞잡이’라는 이름은 길앞잡이가 멀리 날지 못해서 사람의 발 앞에서 날았다가 내려앉는 습성 때문에, 이것이 마치 산길을 가는 사람의 앞에서 길을 안내해주는 것과 같다 하여 지어진 이름이다.
길앞잡이류의 특징은 다리가 가늘고 길며 아주 재빠르다. 그 이유는 재빠른 먹이를 잡기 위해서 혹은 적에게서 재빨리 도망치기 위해서이다. 날기도 하지만, 주로 땅에서 뛰어다니면서 생활한다.

## 분류
참뜰길앞잡이와 뜰길앞잡이는 참길앞잡이 1종으로 알려졌다.
- 길앞잡이아과 (Cicindelinae)
  - Cicindelini
    - 길앞잡이
    - 아이누길앞잡이
    - 산길앞잡이
    - 강변길앞잡이
    - 참길앞잡이
    - 큰무늬길앞잡이
    - 주홍길앞잡이

  - Collyridini
  - Manticorini
  - Megacephalini
    - 꼬마길앞잡이
    - 닻무늬길앞잡이
    - 무녀길앞잡이